# Dale Tempest
Dale Michael Tempest (Leeds, 30 dicembre 1963) è un ex calciatore inglese naturalizzato hongkonghese.

## Carriera
Tempest ha giocato in Inghilterra (Fulham, Huddersfield Town, Gillingham e Colchester United) e Belgio (Sporting Lokeren) prima di trasferirsi, nel 1989, nel campionato di calcio di Hong Kong, dove ha vestito le maglie di South China, Kitchee ed Eastern.
Ha vinto per cinque volte il titolo di capocannoniere di Hong Kong (1989-90, 1990-91, 1992-93, 1993-94, 1994-95)
Nel 1997 gli fu riconosciuto lo status di residente permanente della allora colonia britannica, e poté giocare con la nazionale di calcio di Hong Kong per cinque incontri prima del ritiro nel 1998.
È collaboratore di Sky Sports in Gran Bretagna, dov'è esperto di scommesse sportive.